# الکساندر سلکرک
الکساندر سلکرک (انگلیسی: Alexander Selkirk؛ ۱۶۷۶ – ۱۳ دسامبر ۱۷۲۱) یک گردشگر اهل بریتانیا بود.
الکساندر سلکرک هم چنین شناخته شده به نام الکساندر سلکریگ، یک دریانورد اسکاتلندی بود که بیش از چهار سال را رانده شده (۱۷۰۹-۱۷۰۴) بود بعد از اینکه در یک جزیرهٔ غیر مسکونی (جزیره رابینسون کروزوئه) در جنوب اقیانوس آرام را دریای جنوب در تبعید بود.
سلکرک یک جوان یاغی بود و به دزدان دریایی در سفر به دریای جنوب در زمان جنگ سلسلهٔ اسپانیا پیوست. یک چنین سفری بر کشتی سینکو پورتس، تحت فرمان ویلیام ومپیر انجام شد. کشتی برای تدارکات در جزیرهٔ جوآن فرناندز در کنار شیلی فرا خوانده شد و سلسرک به درستی قضاوت شد که مهارتش برای دریانوردی مناسب نیست و بهتر است آنجا را ترک کند.
در این زمان او فراغت داشت و استادی زبردست در شکار و استفاده از منابعی که در جزیره یافته بود شده بود. داستان زنده ماندن او وقتی بسیار گسترده شد که او به خانه بازگشت و یک نیروی انگیزشی برای نویسنده دنیل دفوئه در خلق کاراکتر افسانه‌ای رابینسون کروزوئه شد.

## زندگی پیشین و کار در کشتی مسلح
الکساندر سلکرک پسر یک کفش‌دوز و دباغ در لوور لارگو، فایف، اسکاتلند در سال ۱۶۷۶ متولد شد. در جوانی او یک ستیزه گر و یاغی خو بود. او در کلیسا ی سشن در اوت ۱۶۹۳ به خاطر رفتار گستاخانه در کلیسا احضار قانونی شد اما او آنجا حاضر نشد و به دریا رفت. او در سال ۱۷۰۱ به لارگو بازگشت و به خاطر کتک زدن برادرانش مجدد مورد توجه اعضای کلیسا قرار گرفت.
پیش از آن او در دزدان دریایی استخدام شد. در ۱۷۰۳ مقام دریانورد از کینسیل در ایرلند در ۱۱ سپتامبر به سفر کشتی مسلح انگلیس و سیاح؛ ویلیام ومپیر به دریای جنوب پیوست. آنها نامه‌های مارک از لردهای آدمیرال داشتند که اجازه می‌داد که چنانچه جنگ سلسلهٔ اسپانیایی بین انگلیس و اسپانیا در بگیرد کشتی‌های تجاری را مسلح کنند تا به دشمنان خارجی حمله کنند. دمپیر کاپیتان اس تی جرج و سلسرک مه بر سینکو پورت (کشتی همراه اس تی جرج) به عنوان ناخدا تخت فرمان کاپیتان توماس استردلینگ
خدمت می‌کرد. در این زمان احتمالاً سلسرک سفرهای مهمی در دریا داشته‌است.
در فوریهٔ ۱۷۰۴، به دنبال یک معبر طوفانی اطراف کیپ هورن، دزدان دریایی یک جنگ طولانی با کشتی بسیار مسلح فرانسوی اس تی جوزپ، تنها به دلیل داشتن گریز برای هشدار به هم دستان اسپانیایی دزدان دریایی تازه‌وارد صلح جو، کردند. وقتی در معدن طلای شهر پانامانیان از سانتا ماریا در جشن ورود به خشکی برای آنها کمین به آنها حمله کردند حمله شکست خورد. دستگیری سادهٔ اسونشین، یک کشتی تجاری پربار، امید مردان برای غارت را زنده کرد و سلسرک در کشتی غنیمتی ناخدا شد. دمپیر مقدار زیادی از تدارکات شراب، کنیاک، شکر و آرد گرفت سپس ناگهان کشتی را آزاد کرد با این باور که آن سود ارزش تلاش نداشت. در ماه می ۱۷۰۴ استردلینگ تصمیم گرفت تا دمپیر و استریک را به حال خود رها کند.

## رانده شدن
در سپتامبر ۱۷۰۴ پس از جدایی از دمپیر، کاپیتان استارلینگ سینکو پورت را به یک جزیره غیرمسکونی به نام ماس تریا (که اکنون جزیره رابینسون کروزوئه نامیده می‌شود) واقع در منطقه غیر مسکونی مجمع الجزایر جوآن فرناندز در ۶۷۰کیلومتری از ساحل شیلی، برای یک سفر میان راهی برای فراهم کردن مجدد آب تازه و تدارکات برد.
سلکرک نگرانی بزرگی دربارهٔ قابل سفر دریایی بودن کشتی شان بود و شاید می‌خواست تعمیرات لازم را قبل از دور شدن انجام دهد. او اظهار داشت که ترجیح می‌دهد در جوآن فرناندز بماند تا به با یک کشتی سوراخ‌دار خطرناک ادامه دهد. استارلینگ خواسته اش را پذیرفت و سالسرک و وسایلش را همان‌جا در جزیره گذاشت. سلکرک از بی احتیاطی خود پشیمان شد ولی استارلینگ جازه نداد او به عرشه برگردد.
سینکو پورتس حقیقتاً بعداً در کنار ساحل جایی که اکنون کلمبیاست پیدا شد. استارلینگ و بعضی از گروهش در از دست دادن کشتی شان نجات یافتند اما مجبور شدند به اسپانیایی‌ها تسلیم شوند. نجات یافتگان به پرو برده شدند جایی که مجبور به تحمل حبسی سخت شدند.

## زندگی در جزیره
سلکرک اول به یادآورد که در کنار خط ساحل جوآن فرناندز است. در این زمان او خرچنگ تیغدار می‌خورد و هر روز دریا را برای منابع می‌گشت و از تنهایی، بدبختی و پشیمانی رنج می‌برد. گروهی از شیرهای دریایی خشن برای فصی جفت یابی در ساحل دور هم آمدند و آنها نهایتاً او را به داخل جزیره راندند. ابتدا در درون جزیره طرز زندگی او بهبود یافت. غذای بیشتر در دسترس بود: بزهای وحشی شیر و گوشت او را فراهم می‌کردند وقتی شلغم وحشی، کلم و دانه‌های فلفل خشک شده، تنوع و ادویه برا یاو به ارمغان آوردند. موش‌ها می‌توانستند شب به او حمله کنند اما او قادر بود با اهلی کردن آنها و خوابیدن در کنار گربه‌های وحشی راحت بخوابد.
سلکرک در استفاده از موادی که در جزیره یافت ذاتاً زیرک بود: او یک چاقوی جدید با تسمه بشکه‌ای که در ساحل جامانده بود ساخت، او دو کلبه از درخت فلفل ساخت؛ یکی برای پخت‌وپز و دیگری برای خوابیدن استفاده می‌شد، و او از تفنگش برای شکار بزها و از چاقو برای تمیز کردن لاشه آنها استفاده می‌کرد. وقتی پودر تفنگش تقلیل یافت او مجبور شد به دنبال شکار برود. در یکی از آن تعقیب‌ها وقتی از صخره افتاد، او به سختی مجروح شد و بیچاره دراز کشیده بود و برای یک روز قادر به حرکت نبود
شاکار او باعث افتادنش شد و کمرش را شکست.
درس‌های بچگی که از پدر آموخته بود، به عنوان یک دباغ، حالا به خوبی به او کمک می‌کرد. مثلاً وقتی لباسش پاره شد او یکی از پوست مودار بز با استفاده از ناخن برای دوختن برای خود درست کرد. وقتی کفش‌هایش غیرقابل استفاده شد او نیازی به کفش جدید نداشت چون پاهای سفت شده و پینه بسته اش نیازی به محافظت نداشت. او سرود مذهبی می‌خواند و کتاب مقدس مطالعه می‌کرد و آن را آرامش بخش در موقعیت فعلی خود می‌یافت و از زبان انگلیسی اش پشتیبانی می‌کرد تا آن را از یاد نبرد.
در زمان اقامت موقت وی در جزیره دو کشتی تجاری لنگر انداختند و متأسفانه هر دو اسپانیایی بودند. به عنوان یک اسکاتلندی و دزد دریایی او سرنوشت وحشتناک را در صورت دستگیری تصور کرد لذا پنهان شد. یک بار او شناسایی شد و توسط عده‌ای از دریانوردان یکی از کشتی‌ها تعقیب شد.

## نجات
رهایی همرا با انتظار طولانی مدت سلکرک در ۲ فوریه ۱۷۰۹ در راه دوک، یک کشتی دزدان دریایی به رهبری دمپیر دریانورد همراهش دوشس بود. توماس دوور[۵] در موقع جشن ورود به خشکی سلکرک را دید. بعد از ۴ سال و ۴ ماه بدون هیچ انسانی سلکرک تقریباً با لذت نامتجانس شده بود. کاپیتان دوک و رهبر سفر وودز روگرز بود، کسی که موذیانه به او حاکم جزیره گفته می‌شود. رانده شدهٔ چابک ۲–۳ بز در روز می‌گرفت و به بازیابی سلامت افراد روگرز که از کمبود دیتامین ث رنج می‌بردند کمک می‌کرد.
کاپیتان روگرز از قدرت جسمی سلکرک و آرامش ذهنی که در زمان حضور در جزیره کسب کرده بود تحت تأثیر قرار گرفت و اظهار داشت: «شاید از این دید تنهایی و خلوت از دنیا موقعیت طاقت فرسایی که بیشتر مردم تصور می‌کنند نیست، مخصوصاً وقتی مردم منصفانه به این موضوع اجتناب ناپذیر رانده یا فراخوانده می‌شوند، همان‌طور که این مرد بوده.» او سلکرک را مقام دوم دوک کرد و سپس او را فرماندهٔ یکی از کشتی‌های غنیمتی کرد به علاوه قبلاً این جزیه‌ای از اسپانیایی‌ها بود.
سلکرک با حس انتقامجویی به دزدان دریایی برگشت. در گوآیادکویل، در اکوادور امروزی، او یک گروه قایق رابه رودخانه گوآیاس هدایت کرد، جایی که تعدادی خانم اسپانیایی توانگر گریخته بودند و طلا و جواهراتی که آنها داخل البسه خود پنهان کرده بودند برداشت. نقش او در شکار گنجینه‌های کشتی گالون در ساحل مکزیک و نهایتاً دستگیری نواسترا سنورا دلا انکارناشیون یه دسنگانو، بانام گذاری جدید عذب، در جایی که او خدکت می‌کرد به فرمانده دریانوردان تحت نظر کاپیتان دوور به سمت هلند شرقی و هند.
سلکرک سفر دور دنیا را با سرزمین کیپ آو گود هوپ به عنوان فرمانده دریانوردان دوک و رسیدن به ساحل انگلیس در یک اکتبر ۱۷۱۱ کامل کرد. او هشت سال در سفر بود.

## زندگی پس از آن و تأثیرات آن
سفر سلکرک به عنوان یک مترود یک توجه بزرگ نسبت به انگلیس را برانگیخت. روگرز یک شرح از سختی‌های سلسرک در یک کتاب تاریخچهٔ سفرهای ددی دریاییشان با عنوان «یک سفر دریایی دور دنیا»[۷] در سال ۱۷۱۲ نوشت. سال بعد، مقاله‌نویس برجسته ریچارد استیل یک مقاله دربارهٔ او برای روزنامهٔ مرد انگلیسی نوشت. سلسرک داشت از زندگی آسوده و شهرت خود لذت می‌برد که مدعی سهمش از سرمایهٔ غارت زده دوک حدود ۸۰۰ یورو (برابر ۱۰۷۴۰۰ یورو امروزی) شد. اگرچه محاکمه قانونی هر مقدار از پرداخت را مردد اعلام کرد.
بعد از چند ماه در لندن او دوباره به همان آدم سابق تبدیل شد. در سپتامبر ۱۷۱۳ او سردستهٔ یک حمله به کشتی سازی ای در بریستول شد و برای دو سال در زندان نگه داشه شد. او به لاور لارگو برگشت، جایی که سوفیا بروس یک لبنیات فروش جوان را دیده بود. آنها در سال ۱۷۱۷ به لندن گریختند ولی مسلماً ازدواج نکردند. او مجدد به دریا رفت و برای نیروی دریایی شاهنشاهی ثبت نام کرد. در هنگام بازدید از پلایموث در سال ۱۷۲۰ با یک بیوهٔ مهمانخانه دار به نام فرنسس کندیس ازدواج کرد. او به عنوان دستیار فرمانده بر عرشهٔ اچ ام اس ویموث به عنوان مسئول یک پاسداری ضد دزدان دریایی غرب ساحل آفریقا خدمت می‌کرد وقتی در ۱۳ دسامبر ۱۷۲۱ با تب زرد که در سفر دریایی مبتلا شده بود مرد. او را در دریا انداختند.
وقتی دنیل دفوئه کتاب «زندگی و داستان‌های هیجان انگیز رابینسون کروزوئه» را در سال ۱۷۱۹ منتشر کرد، برخی خوانندگان تشابه او به سلکرک را فراموش کردند. یک تصویر بر روی جلد رمان نشان می‌داد «یک مرد مشابه مالیخولیایی زده‌ها بر روی شن‌های جزیره ایستاده و به درون جزیره خیره شده» به زبان جستجوگر مدرن تیم سورین. او با لباس آشنای پوست بزمودار و پاهای تا زانو برهنه پوشیده شده بود. هنوز جزیرهٔ کوروزوئه بر روی عرض جغرافیایی آرام جنوبی شناسایی نشده بلکه ۴۳۰۰ کیلومتر دورتر دریای کاریب جایی لباس خزدار به سختی برای گرمای مناطق گرمسیری مناسب است قرار دارد. این ناسازگاری باور عمومی را پشتیبانی می‌کند که سلکرک مدلی برای کاراکتر افسانه‌ای بوده‌است.
در دیگر کتب ادبی
- کتاب ویلیام کوپر به نام «خلوت ویلیام سلکرک» دردربارهٔ احساسات سلکرک به عنوان یک فرد مترود که به تنهایی در جزیره‌ای می‌زیسته، است. این شعر صعودی بر عبارت مشهور «پادشاه همه چیزهایی که می‌بینم» با شعر:
من پادشاه همه چیزهایی که می‌بینم هستم
حقوق من آنجا به نزاع کشیده نمی‌شود
از مرکز همه چیز اطرافم تا دریا
من پادشاه مرغان و حیوانات ام
- چارلز دیکنز[۱۲]از سلکرک در استعاره‌ای در قسمت دوم «نوشته‌های پیکویک» [۱۳] ۱۸۳۶ استفاده کرده:
«کلنل بیلدر و آقای تئماس کلابر جعبهٔ انفیه را ردوبدل کردند و به شدت شبیه دو جفت الکساندر سلکرک – پادشاه هر آنچه دیده می‌شود، شدند.» این هم چنین اشاره‌ای به شعر ویلیام کوپر دارد.
- شاعر پاتریک کاواناگ در شعرش «جادهٔ اینیسکین: غروب ژوئیه» تنهایی اش در جاده به سلکرک تشبیه کرده:
آه الکساندر سلکرک مخمصه را می‌شناخت
که پادشاه و دولت و مردم باشی
یک جاده، یک مایل از پادشاهی، من شاهم
پادشاه ساحل‌ها و سنگ‌ها و هر چیز شکوفنده
- در «علم آداب معاشرت» [۱۵]دبلیو اس گیلبرت باب بالادس[۱۶]، سلکرک به عنوان یک مدل برای یک مرود انگلیسی استفاده شده:
این مسافران با دلیل چسبیدنشان به دکل
بر فراز جزیرهٔ صحرایی که نهایتاً مترود است
آنها برای غذایشان شکار می‌کنند، مثل الکساندر سلکرک
ولی نمی‌توانند با هم حرف بزنند- بهم معرفی نشدند
- جاشوآ اسلوکام[۱۷] به سلکرک در کتاب «سفردریایی تنهای در اطراف دنیا» ۱۹۰۰ در بازدیدش از جزیرهٔ جوآن فرناندز اشاره کرد، آلوچهٔ جنگلی آویخته شده برای نشانهٔ یادبود ماندن سلکرک.
- در افسانه‌های علمی آلن کول و کریس بانچ، کتاب دوم دنیای گرگ‌ها، کاراکتر اسکاتلندی الکس بعد از تصادف در فرود افسوس می‌خورد و با خود زمزمه می‌کند:
- 'A slackit way f'r a mon,' Alex mourned to himself. 'Ah didnae ken Ah'd ever be Alex Selkirk.'
در فیلم
سلکرک، رابینسون کروزوئه واقعی یک فیلم استاپ موشن با کارگردانی والتر تورنیر بر اساس زندگی سلکرک است. این برای اولین بار به صورت همزمان در آرژانتین، شیلی و اروگوئه در ۲ فوریه ۲۰۱۲ توسط کمپانی والت دیزنی منتشر شد. این اولین انیمیشن بلند نمایشی ساخت اروگوئه بود.

## یادبود
نشان سلکرک در لوور لارگو اسکاتلند که بر آن نوشته شده:
«به یاد الکساندر سلکرک، دریانورد، رابین کروزوئهٔ واقعی که در جزیرهٔ جوآن فرناندز در تنهایی کامل برای ۴سال و ۴ ماه زندگی کرد. در سال ۱۷۲۳ به عنوان ستوان اچ ام اس ویموث در سن ۴۷ سالگی مرد. این تندیس توسط دیوید گیایز، سازنده شبکه، در محل روستای محل تولد سلکرک نصب شده.»
سلکرک در محل تولد اسکاتلندی اش یاد می‌شود. لرد آبردین یک سخنرانی در ۱۱ دسامبر ۱۸۸۵ انجام داد بعد از این که همسرش لیدی آبردین از یک تندیس برنز و پلاک در یادبود سلکرک در بیرون خانه در محل خانهٔ اصلی اش در خیابان اصلی لاور لارگو، فایف، اسکاتلند رونمایی کرد. دیوید گیلیز از کاردی هوس، لوور لارگو به یک نسل از سلکرک‌ها نشان ساخته شده توسط توماس استوآرت بورنت آ آر ای آ اهدا کرد.
مرد اسکاتلندی هم چنین در خانه سابقش در جزیره نیز به یاد آورده می‌شود. در سال ۱۸۶۹ گروه اچ ام اس توپاز یک لوح برنز بر نقطه‌ای که به نام نظارهٔ سلکرک روی تپهٔ ماس ا تیرا، جزیره جوآن فرناندز برای یادبودش نصب کردند.
در یکم ژانویه ۱۹۶۶ رئیس‌جمهور شیلی ادواردو فری مونتالوا بعد از رمان دوفوئه به منظور جذب توریست، ماس ا تیرا را جزیرهٔ رابینسون کروزوئه نامید. بزرگترین قسمت جزیرهٔ جوآن فرناندز به عنوان ماس آفوئرا به جزیرهٔ الجاندرو سلکرک تبدیل شد هرچند سلکرک احتمالاً اصلاً آن جزیره را ندیده بود چون آن در ۱۸۰ کیلومتری غرب قرار دارد.
یافته‌های باستانی
در یک از سفرهای باستان‌شناسی به جزایر جوآن فرناندز در فوریهٔ ۲۰۰۵ بخشی از اسباب دریایی که می‌تواند متعلق به سلکرک باشد را یافتند. این یک تکه از شئ مسی شناسایی شد که می‌تواند از یک جفت پرگار کشتی‌رانی باشد بود که برای قرن ۱۸ یا ۱۷ بود. سلکرک تنها شخص شناخته شده ایست که که در آن زمان در جزیره بوده و و وسایل دریانوردی داشته و روگرز هم گفته که بعضی وسایل را داشته‌است. این محصول کشف شد وقتی محلی نزدیک محل «نظارهٔ سلکرک» را حفاری می‌کردند جایی که معتقدند مترود معروف آنجا زندگی می‌کرده‌است.